# Rosina Gschwind-Hofer
Rosina Gschwind-Hofer (* 3. Februar 1841 in Biglen; † 10. Mai 1904 in Kaiseraugst; heimatberechtigt in Therwil) war eine Schweizer Lehrerin und Frauenrechtlerin.

## Leben
Rosina Gschwind-Hofer war eine Tochter von Johann Hofer, Wirt, und Anna Moser. Sie heiratete Rudolf Zeller, Kaufmann. Eine zweite Ehe ging sie 1876 mit Paulin Gschwind ein.
Gschwind begann eine Modistinnenlehre und liess sich dann zur Primarlehrerin ausbilden. Von 1862 bis 1866 unterrichtete sie in Steffisburg und Thun. Nachdem ihr erster Mann 1875 verstorben war, erregte ihre zweite Ehe mit einem christkatholischen Pfarrer Aufsehen.
Ab 1885 hielt sie öffentliche Vorträge über Ernährungsfragen. 1888 war sie Mitbegründerin und 1888 bis 1889 Präsidentin des Schweizerischen Gemeinnützigen Frauenvereins. Sie beteiligte sich am Aufbau der Haushaltungsschule Buchs und der Dienstbotenschule Lenzburg. Von 1890 bis 1904 leitete sie die von ihr gegründete Haushaltungsschule in Kaiseraugst. Ab 1897 war sie Mitglied der Prüfungskommission des Haushaltungslehrerinnenseminars Bern.

## Werke
- 550 Kochrezepte von Frau Pfarrer Gschwind. Fünfte Auflage, aus deren Nachlass durch 50 Konserven-Rezepte vermehrt. K. J. Wyss, Bern/Basel 1905.